# ألفونسو سميث
ألفونسو سميث (بالإنجليزية: Al Smith)‏ (6 أكتوبر 1962 أتلانتا الولايات المتحدة - ) هو لاعب كرة قدم أمريكي، يلعب كمدافع، لعب 61 مباراة وسجل 10 أهداف.

## مسيرته

### مسيرته مع الأندية
- 1985 - 1988 لعب مع ويتشاتا وينغز [الإنجليزية]‏ 61 مباراة سجل خلالها 10 أهداف.

## روابط خارجية
- ألفونسو سميث على موقع الاتحاد الدولي (مؤرشف)  (الإنجليزية)